# Fläckvårmygga
Fläckvårmygga (Culiseta bergrothi), är en tvåvingeart som först beskrevs av Edwards 1921.  Culiseta bergrothi ingår i släktet Culiseta och familjen stickmyggor. Arten är reproducerande i Sverige. Inga underarter finns listade i Catalogue of Life.